# Capreolíneos
Capreolíneos (nome científico: Capreolinae), odocoileíneos (Odocoileinae) ou Cervídeos do Novo Mundo, é uma subfamília de cervídeos. São as espécies de cervídeos encontrados em toda a América, como o veado-catingueiro e o cervo-do-pantanal.

## Classificação
A lista é baseada nos estudos de Randi, Mucci, Claro-Hergueta, Bonnet and Douzery (2001); Pitraa, Fickela, Meijaard, Groves (2004); Ludt, Schroeder, Rottmann & Kuehn (2004); Hernandez-Fernandez & Vrba (2005); Groves (2006); Ruiz-Garcia, M., Randi, E., Martinez-Aguero, M. and Alvarez D. (2007); Duarte, J.M.B., Gonzalez, S. & Maldonado, J.E. (2008)
- Tribo Capreolini
  - Gênero Alces
    - Alces alces
    - Alces americanus; considerado por alguns autores como sinônimo de A. alces)

  - Gênero Capreolus
    - Capreolus capreolus
    - Capreolus pygargus

  - Gênero Hydropotes
    - Hydropotes inermis
- Tribo Rangiferini (rena e cervídeos do Novo Mundo)
  - Gênero Rangifer
    - Rena (Rangifer tarandus)

  - Gênero Hippocamelus
    - Hippocamelus antisensis
    - Hippocamelus bisulcus

  - Gênero Mazama
    - Veado-catingueiro (Mazama gouazoubira)
    - Mazama cita; considerado por alguns autores como subespécie de M. gouazoubira
    - Mazama murelia; considerado por alguns autores como subespécie de M. gouazoubira
    - Mazama permira; considerado por alguns autores como subespécie de M. gouazoubira
    - Mazama sanctaemartae; considerado por alguns autores como subespécie de M. gouazoubira
    - Mazama superciliaris; considerado por alguns autores como subespécie de M. gouazoubira
    - Mazama tschudii; considerado por alguns autores como subespécie de M. gouazoubira
    - Mazama rondoni; considerado por alguns autores como subespécie de M. gouazoubira
    - Veado-roxo (Mazama nemorivaga)
    - Mazama temama
    - Mazama pandora
    - Veado-mateiro-pequeno or Bororo (Mazama bororo)
    - Mazama chunyi
    - Veado-mão-curta (Mazama nana)
    - Mazama bricenii
    - Mazama rufina
    - Veado-mateiro (Mazama americana) (Espécie é mais próxima do gênero Odocoileus[2])
    - Mazama gualea; considerado por alguns autores como subespécie de M. americana
    - Mazama jucunda; considerado por alguns autores como subespécie de M. americana
    - Mazama trinitatis; considerado por alguns autores como subespécie de M. americana
    - Mazama whitelyi; considerado por alguns autores como subespécie de M. americana
    - Mazama zamora; considerado por alguns autores como subespécie de M. americana
    - Mazama zetta; considerado por alguns autores como subespécie de M. americana

  - GêneroBlastocerus
    - Cervo-do-pantanal (Blastocerus dichotomus)

  - Gênero Ozotoceros
    - Veado-campeiro (Ozotoceros bezoarticus)

  - Gênero Pudu
    - Pudu mephistophiles
    - Pudu puda

  - Gênero Odocoileus
    - Cariacu (Odocoileus virginianus)
    - Veado-mula (Odocoileus hemionus)